# Lygarina
Lygarina is een geslacht van spinnen uit de familie hangmatspinnen (Linyphiidae).

## Soorten
De volgende soorten zijn bij het geslacht ingedeeld:
- Lygarina aurantiaca (Simon, 1905)
- Lygarina caracasana Simon, 1894
- Lygarina finitima Millidge, 1991
- Lygarina nitida Simon, 1894
- Lygarina silvicola Millidge, 1991